# Герб Мехико
Герб Мехико в современном виде был  утверждён 13 марта 1995 года по распоряжению главы столичного федерального округа. За основу современного герба был взят герб, дарованный Мехико королём Карлосом I 4 июля 1523 года.
Герб Мехико представляет собой щит, в лазоревом поле которого золотой замок о трёх башен, к которому ведут три моста, справа и слева от замка борющиеся львы того же металла. Щит окаймлён золотом, обременённым десятью зелёными кактусами. 
Современный и исторический гербы города были построены по канонам испанской геральдики и вобрали в себя многие элементы гербов Испании и Кастилии.

Герб Новой Испании
Герб объединенного королевства Кастилии и Леона